# Бодуэн III де Эно
Бодуэн III де Эно (Балдуин III; нидерл. Boudewijn III van Henegouwen, фр. Baudouin III de Hainaut; 1088—1120) — граф Эно (Геннегау) с 1098 года из Фландрского дома.

## Биография

### Правление
Бодуэн III был старшим сыном графа Эно (Геннегау) Бодуэна II и его супруги Иды Лувенской.
Бодуэн продолжал политику своего отца, направленную на отвоевание Фландрии у двоюродного дяди, узурпировавшего там власть в ущерб законным наследникам графа Роберта II. С этой целью Бодуэн III заключает союз с императором Священной Римской империи Генрихом V. В 1105 году союзники начали боевые действия против графа Роберта, однако потерпели поражение. В результате Балдуин III был вынужден заключить мир и передать своему противнику город Камбре. В 1119 году, после смерти троюродного брата графа Бодуэна VII, он вновь пытался подчинить себе Фландрию, но опять потерпел поражение.

### Семья
Бодуэн III был женат на Иоланте Гельдернской, дочери графа графа Гельдерна Герхарда I. В этом браке родились четверо детей:
- Бодуэн IV (1110—1171) — граф Эно (Геннегау) с 1120 года; с 1130 года — женат на Алисе Намюрской, дочери графа Намюрского Жоффруа
- Герхард (умер в 1166) — женат на Хедвиге фон Дале
- Гертруда — до 1138 года в браке с Роже де Тосни
- Рихильда — в браке с бургграфом Турне Эверардом II.